# 台北国際自動車部品・アクセサリー見本市
台北国際自動車部品・アクセサリー見本市（タイペイこくさいじどうしゃぶひん・アクセサリーみほんいち、英: Taipei AMPA、タイペイ・アンパ）は、台湾貿易センターが主催する台湾自動車部品・アクセサリー産業の1大トレードショー。台湾唯一最大の自動車部品・アクセサリー関連産業のB2B見本市。

## 概要
2020年ごろから「台北国際自動車部品及びアクセサリー見本市」、「台北国際カーエレクトロニクス見本市」、「台湾国際オートバイ見本市」の３見本市が概ね3日間の期間で開催。これらの３見本市は自動車、自動二輪、およびカーエレクトロニクスの3つの産業が横断的に網羅できる、アジアで最も高度な自動車関連製品の調達ができるプラットフォーム。また、2025年からは、360°MOBILITY Mega Showsを新たに立ち上げ、テーマを「Drive Smart,
Drive Sustainability」としてゼロエミッションのトレンドとモビリティ業界のスマート化を焦点にしている。